# Paflagònia
|  | Per a altres significats, vegeu «Paflagònia (tema)». |

Regions històriques d'Anatòlia en els períodes prehel·lènic i hel·lènic

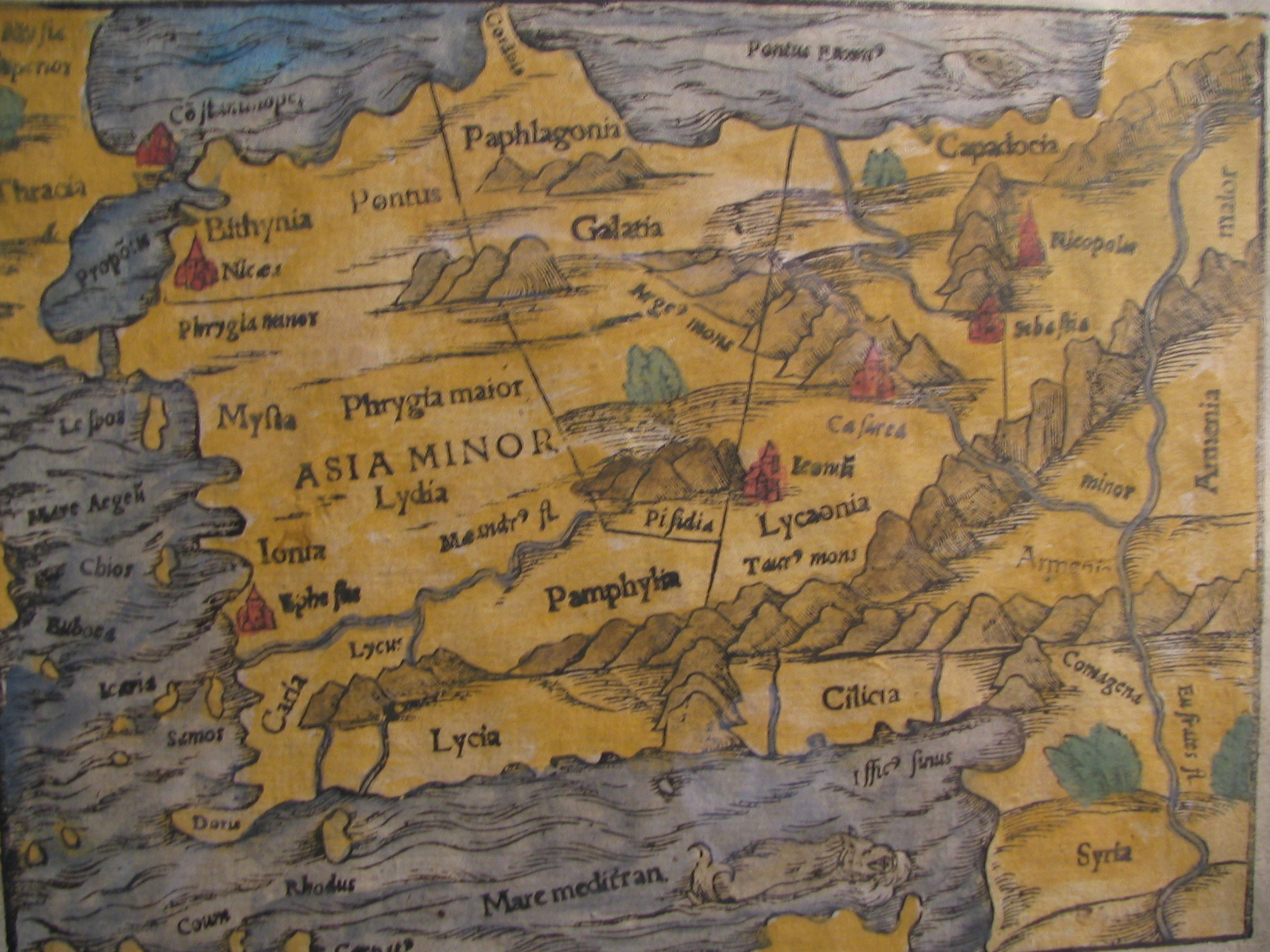
Paflagònia, situada en un mapa del

Paflagònia (en llatí Paphlagonia, en grec antic Παφλαγονία) va ser una regió de l'Àsia Menor limitada a l'oest per Bitínia, a l'est pel Pont, al sud per Galàcia i al nord per la mar Negra o Euxí. La frontera occidental era el riu Parthenius i l'oriental el riu Halis. Les muntanyes Olgassis marcaven la frontera pel sud amb les seves branques del Scorobas i el Citorus. És probable, però, que en els primers temps els paflagonis ocupessin, a més de la Paflagònia pròpiament dita, una extensió considerable del país a l'est del riu Hals, potser fins a Temiscura o fins al cap Iasonium, segons Xenofont.
A la costa els accidents geogràfics principals són els caps Carambis i Syrias; els seus rius, excepte l'Halis, són curts i poc importants, en destaca el Sesamus, l'Ochosbanes, l'Evarchus, el Zalecus i l'Amnias.
L'interior estava dividit en nou districtes: Blaene, Domanetis, Pimolisene, Cimiatene, Timonitis, Gezatorigus, Marmolitis, Sanisene, i Potàmia. La part interior tenia molt poques ciutats, i totes eren petites, en destacava únicament Pompeiopolis i Gangra. Gangra era la capital reial, que més tard es va anomenar Germanicòpolis).
El nom Paflagònia derivaria de la llegenda de Paflagó, fill de Fineu. Un antic nom del país era Pylaemenia (Pilemènia) perquè un príncep local pretenia ser descendent de Pylaemenes (Pilemenes), el cap dels paflagonis anomenats henets, que van lluitar a la Guerra de Troia al costat de Príam. Altrament, el seu origen real no es coneix.
Les principals ciutats, totes a la costa, eren: Amastris, Erítinos, Cromna, Citoros, Egíal, Abonticos, Cimolis, Stephane, Potami (Paflagònia)Potami, Armene, Sinope i Carussa.

## Regne de Paflagònia
Paflagònia va ser governada per reis independents fins que Cressos de Lídia la va sotmetre. Quan Cir II el Gran va conquerir aquest regne, els paflagonis van passara dependre de Pèrsia, que els va situar dins de la satrapia III, però per la llunyania de la capital tenien una àmplia autonomia. Paflagònia era una satrapia menor inclosa a la satrapia de Capadòcia (que al seu torn formava part de la gran satrapia de Lídia). La satrapia de Paflagònia tocava al mar i tenia a l'est la satrapia menor de Capadòcia a la part del Pont; al sud arribava fins prop d'Ancira (moderna Ankara) i segurament la marcava l'Ankara Suyu o Ankara Su, un afluent del riu Sangari; a l'oest tenia la satrapia menor de la Frígia Hel·lespòntica.
Xenofont, cap a l'any 400 aC ja diu que els paflagonis estaven governats per un rei que hauria afermat una certa independència dels perses, independència que es va consolidar amb la conquesta de l'imperi per Alexandre el Gran; en la seva època s'esmenten reis de Paflagònia i els macedonis llavors pràcticament no es van acostar a la zona. El regne es va incloure als territoris d'Èumenes de Càrdia, però a la seva mort es va convertir altre cop de fet en independent tot i que nominalment depenia d'Antígon.
Mitridates I del Pont Ktistes (301–265 aC) va convertir el país en el seu vassall nominal, però fins al 183 aC Farnaces I del Pont no va poder reduir la ciutat grega de Sinope a la costa de Paflagònia. En aquesta data el Regne de Paflagònia es va incloure més estretament al del Pont i dins ell, en la seva major part, hi va ser fins a l'any 65.
El Regne de Paflagònia va passar al Pont potser l'any 110 aC segurament per extinció o deposició de la dinastia. El rei del Pont va repartir el país amb Nicomedes III Evergetes de Bitínia (128-91 aC). Aquest va fer rei de la seva part el seu fill Pilèmenes i deposà el príncep paflagoni Astreodó (Astreodon), aliat de Roma. Els romans van imposar aviat la retirada dels bitinis i la regió va tornar a tenir reis propis.

### Llista de reis
- Coriles, circa 400 aC.
- Cotis, circa 390 aC
- Tis, circa 380 aC

A Capadòcia (Datames) del 364 aC al 362 aC aproximadament.
- Sisines, del 362 aC al 353 aC
- Arsites, cap al 334 aC
- Morsios I i Gaisatorix potser entre el 189 aC i el 179 aC
- Morsios II, circa 179 aC i 150 aC
- Pilèmenes I, vers 150-130 aC
- Pilemenes II Evergetes, príncep de Bitínia, després del 130 aC
- Astreodó, cap a l'any 100 aC

Al Pont 89-84 aC
- Àtal, de l'any 84 aC al 75 aC
- Pilemenes III, sobre l'any 75 aC

Al Pont, del 74 aC al 65 aC.
A Roma el 65 aC
- Brogitarus el Gàlata, 63 aC - 39 aC
- Càstor de Galàcia, 39 aC - 36 aC
- Deiotarus II Filadelf i Deiotarus III Filopàtor 31-35 aC i 31-27 aC
- Pilemenes IV ?

## Administració provincial romana
Durant la Primera guerra de Mitridates Gneu Pompeu va incorporar la zona costanera de Paflagònia a la província de Bitínia, però l'interior va seguir governat pels seus reis. En alguns moments el territori va ser sotmès pel Pont (74 aC) fins que el 65 aC els romans van recuperar el regne i el van cedir a un cap gàlata que era client de Roma. Quan la dinastia es va extingir el regne es va incorporar a Roma, dins de la província de Galàcia, en una data incerta durant el regnat d'August.
L'any 294, en la reorganització de Dioclecià, Paflagònia era una província separada, encara que una part de l'est del país es va incloure dins el Pont. Al segle iv la província va ser dividida en dues: la part occidental va formar la província d'Honorias i l'oriental va conservar el nom de Paflagònia.